# Мератхский метрополитен
Мератхский метрополитен (хинди: मेरठ मेट्रो) — будущая система скоростного транспорта в городе Мератх, штат Уттар-Прадеш, Индия. Строительство планируется завершить примерно в 2025 году (этап 1) с проектом. Строительство 1 линии пройдёт совместно с компанией RRTS(NCRTC), что позволит сэкономить не менее 6500 крор рупий. Так же, UPMRC объявил тендеры на детальное проектирование второй линии метро Мератха.

## Стоимость
Стоимость строительства оценивается в 11 540 крор фунтов стерлингов (1,5 миллиарда долларов США).

## Маршруты
- Линия 1 (Партапура — Модипурама): 20 км — надземная (12,8 км) и подземная (7,2 км)
- Линия 2 (Шрадхапури — Джагрити Вихар): 15 км — надземная (10,7 км) и подземная (4,3 км)

## Продвижение строительства
- Июль 2016 г.: подробный отчёт о проекте представлен правительству штата;
- Июнь 2017 г .: Проект был приостановлен из-за более приоритетного проекта скоростной железной дороги Дели — Мератх;
- Январь 2018 г .: Правительства всё же решает построить метро в Мератхе, Канпуре и Агре;
- Сентябрь 2018 г .: Подробный отчёт о проекте отправлен правительством в центральное правительство для утверждения.